# Ian Geoghegan
Ian « Pete » Geoghegan, né le 26 avril 1940 à Sydney et décédé le 19 novembre 2003 également dans cette ville, est un pilote automobile australien sur circuits, à bord de voitures de Tourisme et de voitures de sport type Grand Tourisme. 

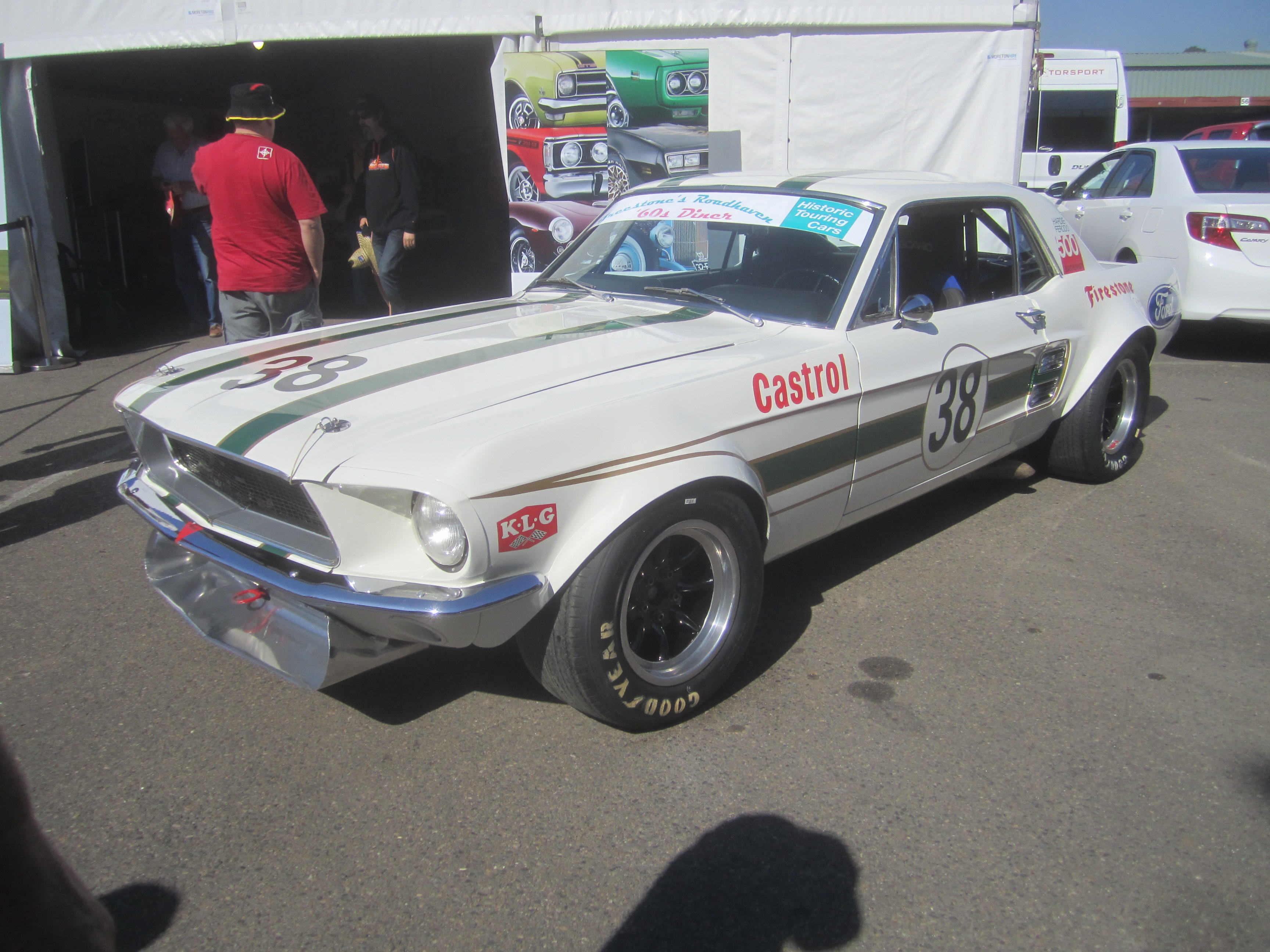
La Ford Mustang (1re génération) victorieuse des championnats australiens touring 1967, 1968 et 1969, avec I. Geoghegan.

## Biographie
Sa carrière en sport automobile s'étale entre 1960 et 1978.
Pilote essentiellement Ford, il participe au championnat d'Australie tourisme de 1961 à 1973, et en 1978, avec sa propre écurie, le Geoghegan's Sporty Cars Total Team.
Son frère aîné, Leo (1936-2015), fut aussi un important pilote dans son pays, et son fils Michael courut en Formule Ford nationale de 1989 à 1991.

## Palmarès

### Titres

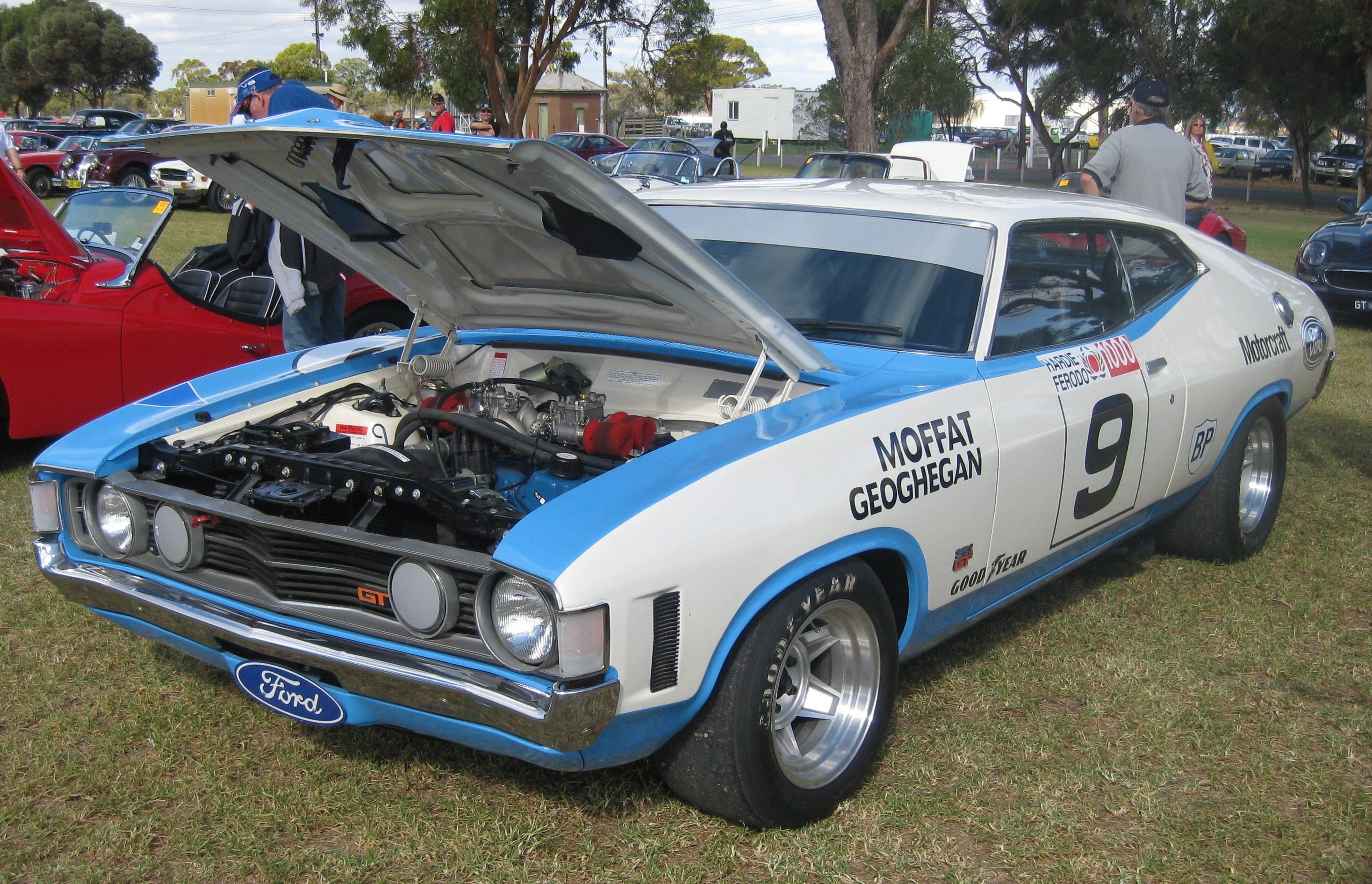
La Ford XA Falcon GTA victorieuse du Hardie-Ferodo 1000 de Bathurst en 1973, avec I. Geoghegan et Moffat.

- Champion d'Australie Tourisme (5[1]): 1964 sur Ford Cortina GT, puis 1966, 1967, 1968 et 1969 sur Ford Mustang GTA;
- Champion d'Australie des voitures de sport (en) : 1976, sur Porsche 911S (victoires à Oran Park et Amaroo Park, et podiums aux cinq épreuves);

### Principales victoires
- 6 Heures de Bathurst (en) : 1962 avec son frère Ian, sur Daimler SP250;
- Australian Tourist Trophy (en) : 1963 et 1965 sur Lotus 23, 1977 sur Porsche 935;
- 6 Heures de Surfers Paradise (en) : 1968 avec son frère Leo, sur Ferrari 250 LM;
- Bathurst 1000 : 1973 sur Ford Falcon (avec Allan Moffat, première édition longue -appelée Hardie-Ferodo 1000-; également deuxième en 1967 avec son frère Leo sur 500 milles).

## Distinction
- V8 Supercar Hall of Fame (en) : 1999 (première promotion, avec Allan Moffat).